# Нин Хай (лек крайцер, 1931)
Нин Хай (на китайски: 甯海, на английски: Ning Hai), от 1938 г. – „Микура“ (на японски: 御蔵), от юни 1944 г. – „Йошима“ (на японски: 五百島) е лек крайцер на ВМС на Китай. Впоследствие кораб на японския флот. Главен кораб на едноименния тип крайцери. Крайцерът е потопен от авиацията на Императорския флот по време на втората японо-китайска война; по-късно е изваден и възстановен за японския флот като ескортен съд. На 19 септември 1944 г. е торпилиран от подводница на ВМС на САЩ.

## История на строителството
Към края на 1920-те години крайцерските сили на ВМФ на Китай се състоят от четири бронепалубни крайцера построени в края на XIX век и два учебни крайцера, постъпили във флота в навечерието на Първата световна война (за крайцери също се считат и няколко канонерки). Приетата през 1929 г. от правителството на партията Гоминдан мащабна военноморска програма предполага включването в китайския флот на самолетоносач, два тежки и два леки крайцера. Фактически по финансови условия Китай може да води преговори за поръчка само на леки крайцери с намален тонаж. След преговори с корабостроителни компании от Великобритания, САЩ, Германия и Япония в края на 1930 г. е достигнато съглашение с японската фирма „Харима“. Независимо от напрегнатите отношения между Япония и Китай, крайцерът е завършен през 1932 г.

## Характеристики
„Нин Хай“ е създаден по образец на японският експериментален лек крайцер „„Юбари““, , съвместяващ малки размери със силно въоръжение във малка водоизместимост (2526 тона). Както и на „Юбари“, на „Нин Хай “ има единн комин и троен електроизмерителен мост. Въоръжението е съпоставимо с това на съдове с по-голяма водоизместимост – шест 140-мм морски оръдия Тип 3 (три сдвоени установки), шест 76-мм морски оръдия Тип 41 и два сдвоени 533 мм торпедни апарата. Също така на кораба има неголям хангар за два хидросамолета тип Aichi AB-3 (един закупен от Япония, вторият е построен по чертежи в Китай). Катапулт няма на борда, запуска се осъществява с помощта на кран. Въпреки това, силовата установка на крайцера е слаба: три остарели вертикалн четирицилиндрови парни машини с тройно разширение (две работещи на въглища), даващи скорост от 22 възела. Прекомерната маса, също така, създава проблеми с устойчивостта на съда, вследствие на което той действа в крайбрежните води, атакувайки канонерки или други по-малки съдове.

## История на службата
„Нин Хай“ е заложен на стапелите на Harima в град Аиои на 20 февруари 1931 г., спуснат е на вода на 10 октомври 1931 г. Строителството е завършено окончателно на 30 юли 1932 г. Приет е в състава на ВМС на Китайската Република в качеството на флагмански кораб и остава такъв до влизането в експлоатация на крайцера „Пин Хай“ през април 1937 г. През май 1933 г. влиза за ремонт в Япония, през юни 1934 г. пристига за погребението на адмирал на Обединения флот на Япония Того Хейхачиро, а малко преди завръщането си в Китай отново влиза за ремонт.
Като един от най-силните надводни кораби на неголемия флот на Китайската Република, в началото на втората японо-китайска война „Нин Хай“ става обект на атаките на Императорския флот на Япония от момента второто Шанхайско сражение. На 23 септември 1937 г., по време на щурма на японците на крепостта Цзянъин, охраняваща участъка от реката Яндзъ при Нанкин японски бомбардировачи атакуват „Нин Хай“. Крайцерът оцелява след четири бомбови попадание, а „Пин Хай“, след попадения на осем бомби потъва. На 25 септември торпедоносци Yokosuka B3Y1 излитат от палубата на самолетоносача „Кага“ и от летища около Шанхай, извършват нападение на залива и с две попадения на торпеда отправят „Нин Хай“ към дъното. На 5 декември японците вземат потъналия съд под свой контрол.
Опит да се извади „Нин Хай“ е предприет през април 1938 г., обаче той завършва с неуспех, а двама водолази загиват. На 4 май съдът е изваден, корпусът е отбуксиран в Шанхай за ремонт. Изначално корабът е планирано да се предаде на нанкинското колаборационистско правителство, обаче впоследствие японците го оставят за себе си, отбуксирайки го в Сасебо, и на 11 юли същата година съда е превърнат на учебен кораб и кораб на бреговата отбрана „Микура“. От юли 1938 г. до декември 1943 г. корабът се намира в Сасебо и служи за плаваща казарма.
През декември 1943 г., във връзка с обострящата се подводна война от страна на съюзниците корабът „Микура“ е отбуксирван в доковете на „Харима“ и е преоборудван на кайбокан (кораб за съпровождение). На 1 юни 1944 г. е завършено доработването на съда, той се връща в Императорския флот на Япония под името Йошима На 10 юни е приписан към военноморския окръг на Йокосука. След учения във вътрешното Японско море корабът, от 22 до 31 юли, съпровожда транспортнеы конвой за Иво Джима, а на 26 юли се отклонява от торпедната атака на неизвестна субмарина. На 10 септември съда отплава от Йокосука за втора мисия по охрана на конвой, обаче на 19 септември е торпилиран от подводницата „Шад“ (USS Shad (SS-235)), получавайки три попадения, и потъва южно от Омаедзаки, на 85 морски мили (157 км) от остров Хатиджоджима. Изключен е от списъка на Императорския флот на 10 ноември 1944 г.